# Philip Ahn

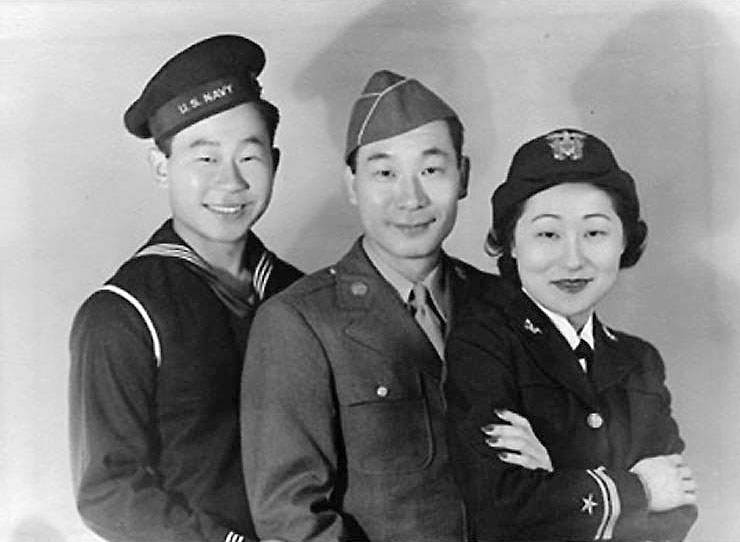
Philip Ahn (Mitte) mit seinen beiden Geschwistern in der US-Armee (1942)

Philip Ahn (kor.: 안필립; * 29. März 1905 in Highland Park, Los Angeles; † 28. Februar 1978 in Los Angeles) war ein US-amerikanischer Schauspieler koreanischer Abstammung. Er wurde unter dem Namen Pil Lip Ahn geboren.

## Leben
Ahns Mutter Helen war die zweite Koreanerin, die in der Geschichte der USA offiziell in den Vereinigten Staaten gemeldet war. Sie kam mit ihrem Ehemann An Chang-ho 1902 nach Kalifornien. Vater An Chang-ho war der erste Führer der koreanischen Gemeinde in den USA. Ersten Kontakt mit dem Film hatte Ahn noch als Schüler der High School, als er die Dreharbeiten zu der Der Dieb von Bagdad besuchte. Douglas Fairbanks machte Filmtests mit ihm und wollte ihn für den Film engagieren, doch Ahns Mutter erlaubte ihm dies nicht.
Nach der High School arbeitete Ahn auf den Reisfeldern eines kalifornischen Koreaners. Sein Vater ging zeitweise in seine Heimat auf der Koreanischen Halbinsel zurück, um für eine Unabhängigkeit seiner Heimat von Japan zu kämpfen. Ahn wurde daraufhin der Ernährer der Familie. Erst 1934 wurde er Student der University of Southern California. An der Universität nahm er Schauspielkurse und erlangte schließlich auch die Erlaubnis der Familie, diesen Beruf auszuüben. 1935 trat er erstmals in einem Film auf. Während des Zweiten Weltkrieges übernahm er zahlreiche Rollen japanischer Soldaten in Kriegsfilmen. Er erhielt daraufhin Morddrohungen amerikanischer Zuschauer, die in ihm einen japanischen Feind sahen. Er trat daraufhin in die US Army ein.
Seine letzte große Rolle spielte er in den 1970er Jahren an der Seite von David Carradine in der auch in Deutschland populären Fernsehserie Kung Fu. Er spielte hier den Master Kan. Insgesamt war Philip Ahn im Laufe seiner Karriere in über 170 Filmen zu sehen, wobei er allerdings bei den meisten Filmen nicht einmal im Abspann notiert war.
Ahn verstarb 1978 knapp einen Monat vor seinem 73. Geburtstag an Komplikationen infolge einer Operation, der er sich wegen einer Lungenkrebserkrankung unterziehen musste.

## Filmografie (Auswahl)
- 1935: A Scream in the Night – Regie: Fred C. Newmeyer
- 1935: Mädchen in Shanghai (Shanghai)
- 1936: Anything Goes – Regie: Lewis Milestone
- 1936: Der General starb im Morgengrauen (The General Died at Dawn)
- 1936: Sonnenscheinchen (Stowaway)
- 1937: Mr. Moto und die Schmugglerbande (Think Fast, Mr. Moto)
- 1937: Mr. Moto und der China-Schatz (Thank You, Mr. Moto)
- 1937: Die gute Erde (The Good Earth)
- 1938: Charlie Chan in Honolulu
- 1941: Fluchtweg unbekannt (They Met in Bombay)
- 1943: China – Regie: John Farrow
- 1943: The Amazing Mrs. Holliday
- 1944: Schlüssel zum Himmelreich (The Keys of the Kingdom)
- 1944: Dr. Wassells Flucht aus Java (The Story of Dr. Wassell)
- 1945: Spionage in Fernost (Blood on the Sun)
- 1945: Stahlgewitter (Back to Bataan)
- 1947: Die Bestie von Shanghai (Intrigue)
- 1947: Singapur (Singapore)
- 1947: Charlie Chan – Der chinesische Ring (The Chinese Ring)
- 1948: Die Glocken von Coaltown (The Miracle of the Bells)
- 1948: Schmuggler von Saigon (Saigon)
- 1948: Der Mann ohne Gesicht (Rogues’ Regiment)
- 1949: Impact
- 1949: Die China-Mission (State Department: File 649)
- 1950: Die Glasmenagerie (The Glass Menagerie)
- 1950: Von Katzen und Katern (The Big Hangover)
- 1951: Okinawa (Halls of Montezuma)
- 1951: Ich war eine amerikanische Spionin (I Was an American Spy)
- 1952: Macao
- 1952: Schlachtzone Pazifik (Battle Zone)
- 1953: Der Rebell von Java (Fair Wind to Java)
- 1953: Arzt im Zwielicht (Battle Circus)
- 1954: Weißer Herrscher über Tonga (His Majesty O’Keefe)
- 1955: Alle Herrlichkeit auf Erden (Love Is a Many-Splendored Thing)
- 1955: Die linke Hand Gottes (The Left Hand of God)
- 1957: Der Engel mit den blutigen Flügeln (Battle Hymn)
- 1959: Feinde von gestern (Yesterday’s Enemy)
- 1962: Das Mädchen Tamiko (A Girl Named Tamiko)
- 1962: Der König von Hawaii (Diamond Head)
- 1963: Schock-Korridor (Shock Corridor)
- 1966: Südsee-Paradies (Paradise, Hawaiian Style)
- 1966–1967: Solo für O.N.C.E.L. (The Man from U.N.C.L.E.) (Fernsehserie, 2 Folgen)
- 1967: Die Karate Killer (The Karate Killers)
- 1967: Modern Millie – Reicher Mann gesucht (Thoroughly Modern Millie)
- 1972–1975: Kung Fu (Fernsehserie, 39 Folgen)
- 1975–1978: M*A*S*H (Fernsehserie, 3 Folgen)